# Синематик
Синематик (словацк. Cinematik) — международный кинофестиваль, проходящий с 2006 года в городе Пьештяны, западная Словакия. Считается одним из наиболее масштабных событий в области кино в Словакии. В конкурсной программе фестиваля участвуют лучшие европейские фильмы, снятые в течение года.
Проводится в сентябре. Во время фестиваля показывается более 70 полнометражных и большое количество короткометражных фильмов (как словацких, так и европейских). Основная конкурсная программа носит название Meeting Point Europe. В состав жюри входит 15 критиков из 15 стран Европы. С целью поддержки словацкого кинопроизводителя проводится конкурс словацкого документального кино.
Фестиваль посещали такие деятели киноискусства, как Бен Уитли, Дьёрдь Пальфи, Вейко Ыунпуу, Вентура Понс, Питер Стрикланд. Хайме Росалес.
Главный организатор фестиваля — АО «MFF Piešťany», соорганизаторами являются город Пьештяны и «Словацкий лечебный курорт Пьештяны». Фестиваль проходит на шести площадках: в Доме искусства, кинотеатре «Фонтан», кинотеатре «Клуб», в Музыкальном павильоне, в Курсалоне и на Курортном острове. Для посетителей также открывают палаточный городок, (на территории футбольного стадиона или на Красной башне) и Синематик-бар (напротив Дома искусства).

## Команда Фестиваля
Почётным директором фестиваля с момента его возникновения является словацкая актриса Божидара Турзоновова, исполнительным директором — Томаш Кленовский, художественным руководителем — Владимир Штриц.

## Фестиваль «Синематик» по годам
- 2006. Время проведения: 13-17 сентября. 3930 участников, 58 показанных фильмов, 1 конкурсная и 6 внеконкурсных секций.

Награды:
Премия Меeting Point Europe: «Скрытое» (режиссёр Михаэль Ханеке, Австрия)
Премия мэра города Пьештяны : «Солнечная страна» (режиссёр Мартин Шулик, Словакия)
Приз зрительских симпатий: «Рай сегодня» (режиссёр Хани Абу-Ассад, Израиль)
Гости: Файт Хайдушка, Германия
- 2007. Время проведения: 4-9 сентября. 7430 участников, 78 показанных фильмов, 1 конкурсная и 12 внеконкурсных секций.

Награды:
Премия Meeting Point Europe: «Таксидермия» (режиссёр Дьёрдь Палфи)
Премия главы Трнавского автономного края: «Жизнь других» (режиссёр Флориан Хенкель фон Доннерсмарк)
Премия мэра города Пьештяны: «Королева» (режиссёр Стивен Фрирз, Великобритания)
Приз зрительских симпатий: «Жизнь других» (режиссёр Флориан Хенкель фон Доннерсмарк)
Гости: Мирослав Ондржичек, Макс Видерманн, Чаба Цене
- 2008. Время проведения: 10-15 сентября. 10157 участников, 118 показанных фильмов, 1 конкурсная и 9 внеконкурсных секций.

Награды:
Премия Meeting Point Europe: «4 месяца, 3 недели и 2 дня» (режиссёр Кристиан Мунджиу, Румыния)
Премия «Респект»: Вентура Понс
Премия мэра города Пьештяны: «Мечты о Калифорнии» (режиссёр Кристиан Немеску)
Приз зрительских симпатий: «Скафандр и бабочка» (режиссёр Джулиан Шнабель)
Гости: Вентура Понс, Луис Миньярро, Мария Динулеску, Олег Мутту
- 2009. Время проведения: 10-15 сентября 2009. 16 735 участников, 124 показанных фильма, 1 конкурсная и 10 внеконкурсных секций.

Награды
Премия Meeting Point Europe: «Класс» («Между стен») (режиссёр Лоран Канте, Франция)
Премия мэра города Пьештяны: «Каталин Варга» (режиссёр Питер Стриклэнд, Великобритания)
Приз зрительских симпатий: «Миллионер из трущоб» (режиссёр Дэнни Бойл, Великобритания)
Гости: Питер Стриклэнд, Дьёрдь Пальфи
- 2010. Время проведения: 9-15 сентября. 17 100 участников, 98 показанных фильмов, 2 конкурсные и 11 внеконкурсных секции

Награды:
Премия Meeting Point Europe: «Белая лента» (режиссёр Михаэль Ханеке)
Премия Film Europe Award: «Граница» (режиссёр Яро Войтек)
Премия мэра города Пьештяны: «Военные игры и мужчина, который их остановил» (режиссёр Дариуш Яблонски)
Приз зрительских симпатий: «Аквариум» (режиссёр Андреа Арнольд, Великобритания)
Гости: Ян Сверак
- 2011. Время проведения: 9-15 сентября. 17 520 участников, 132 показанных фильма, 2 конкурсные и 14 внеконкурсных секций

Награды:
Премия Meeting Point Europe: «Ещё один год» (режиссёр Майк Ли, Великобритания)
Премия Film Europe Award: «Несвадьбово» (режиссёр Эрика Гникова)
Премия мэра города Пьештяны: «Семья Никки» (режиссёр Матей Минач)
Приз зрительских симпатий: «Месть» (режиссёр Сюзанна Бир, Дания)
Гости: Таави Ээльмаа, Вейко Ыунпуу, Софи Схоукенс
- 2012. Время проведения: 7-13 сентября. 15 900 участников, 123 показанных фильма, 2 конкурсные и 14 внеконкурсных секций

Награды:
Премия Meeting Point Europe: «Артист» (режиссёр Мишель Хазанавичус)
Премия Film Europe Award: «Колокола счастья» (режиссёр Марек Шулик, Яна Бучка)
Премия мэра города Пьештяны: «…Думаю, я не вернусь» (режиссёр Паула Сискова)
Приз зрительских симпатий: «Резня» (режиссёр Роман Полански)
Гости: Дьёрдь Пальфи, Кейт Джонс
- 2013. Время проведения: 6-12 сентября. 16 590 участников, 154 показанных фильма, 2 конкурсные и 12 внеконкурсных секций.

Награды:
Премия Meeting Point Europe: «Охота» (режиссёр Томас Винтерберг, Дания)
Премия Cinematik.doc Award: «;Дело Цервановой» (режиссёр Роберт Кирхгофф)
Премия «Респект»: Бен Уитли
Премия мэра города Пьештяны: «Новая жизнь» (режиссёр Адам Ольга)
Приз зрительских симпатий: «Охота» (режиссёр Томас Винтерберг)
Гости: Бен Уитли, Кирил Станков, Светослав Драганов
- 2014. Время проведения: 10-15 сентября. 14 923 участника, 111 показанных фильмов, 2 конкурсные и 14 внеконкурсных секций

Награды:
Премия Meeting Point Europe: «Великая красота» (режиссёр Паоло Соррентино)
Премия Cinematik.doc Award: «Грань — 4 фильма о Мареке Брезовском» (режиссёр Патрик Ланчарич)
Премия мэра города Пьештяны: «Comeback» (режиссёр Миро Ремо)
Приз зрительских симпатий: «Голгофа» (режиссёр Джон Майкл Макдонах, Ирландия)
Гости: Гелена Тржештикова
- 2015. Время проведения: 10-15 сентября. 15 538 участников, 97 показанных фильмов, 2 конкурсные и 12 внеконкурсных секций.

Награды:
Премия Meeting Point Europe: «Бабочки» (режиссёр Питер Стриклэнд)
Премия Cinematik.doc — премия Литературного фонда: «Волна vs берег» (режиссёр Мартин Штрба)
Премия «Респект»: Хайме Росалес
Премия мэра города Пьештяны: «Краски песка» (режиссёр Ладислав Кабош)
Приз зрительских симпатий: «Мамочка» (режиссёр Ксавье Долан)
Приз зрительских симпатий: «Eye on Films»: «Крутой» (режиссёр Эрик Шарье)
Гости:: Хайме Росалес, Питер Стриклэнд,,Фернандо Помарес, Файт Хельмер
- 2016. Время проведения: 13-18 сентября 2016.

Награды:
премия Meeting Point Europe (за лучший европейский фильм): «Сын Саула» (режиссёр Ласло Немеш)
Премия Cinematik.doc — премия Литературного фонда (за лучшую режиссуру словацкого документального фильма с премией в 750 евро): «5 октября» (режиссёр Мартин Коллар)
Премия мэра города Пьештяны: «Пар над рекой» (режиссёры Роберт Кирхгофф, Филип Ремунда)
Приз зрительских симпатий (среди всех фильмов фестиваля): «Свобода под давлением» (режиссёр Павол Барабаш)
Приз зрительских симпатий в секции «Eye on Films»: «El Gusto» (режиссёр Сафине Бусбиа)